# Pierlucio Tinazzi
Pierlucio Tinazzi (Morgex, 27 dicembre 1962 – Courmayeur, 24 marzo 1999) è stato un operaio italiano addetto alla sicurezza della società italiana del traforo del Monte Bianco, deceduto nel tragico incendio scoppiato nella galleria nel 1999 ed insignito della Medaglia d'oro al valor civile.

## Biografia
Era soprannominato Spadino, per via della sua esile corporatura e della sua altezza, e svolgeva il lavoro di sorvegliante presso il traforo del Monte Bianco. Il 24 marzo 1999, all'età di 36 anni, saputo dell'incendio nella galleria nel quale avrebbero perso la vita 39 persone, prese la sua motocicletta di servizio (una BMW K75) ed entrò nel tunnel con l'intento di portare aiuto alle persone intrappolate. Della questione nacquero ben presto versioni sempre più eroiche e fantasiose, sino alla leggenda secondo cui Tinazzi avrebbe tratto in salvo a più riprese ben 10 persone intrappolate nella galleria in fiamme. Dagli esiti del processo che si svolse nel 2005 per l'incidente risultò però che nessuno era stato salvato dal suo intervento, dato confermato anche dal Presidente del CIM Marco Polli. Le indagini, ricostruendo i suoi ultimi momenti, certificarono che, dopo essere entrato nel traforo, trovò un camionista intossicato dal fumo; poiché l'aria era diventata irrespirabile, i due entrarono insieme in uno dei rifugi di sicurezza del tunnel. La sua ultima comunicazione con la centrale di controllo, in cui segnalava di essersi chiuso in un rifugio in attesa dei soccorsi, risale a poco dopo le 11:30 (le fiamme erano divampate alle 10:47, quando un autoarticolato refrigerato Volvo FH12 diretto in Italia condotto dall'autista belga Gilbert Degrave si era improvvisamente incendiato). Purtroppo l'incendio durò ancora a lungo, venendo estinto solo dopo più di due giorni, e sia Tinazzi che il camionista morirono per l'assenza di ossigeno e la temperatura troppo elevata (oltre 1 000 gradi centigradi).
La decisione di "Spadino" di intervenire, anteponendo il benessere degli altri alla propria incolumità, è stata ritenuta un indiscusso gesto di eroismo. Alla famiglia di Pierlucio Tinazzi è stata consegnata la Medaglia d'oro al valor civile (alla memoria). Ogni anno, in un fine settimana vicino all'anniversario dell'incendio, si svolge, nei pressi del Traforo del Monte Bianco, il Memorial Spadino, in cui migliaia di motociclisti italiani e francesi si radunano per commemorare il sacrificio di "Spadino" e la morte nel tunnel di un altro motociclista, Stefano Manno, che rimase intrappolato nel tunnel con l'autotreno che guidava per lavoro, e per richiamare l'attenzione della opinione pubblica sui temi della sicurezza della circolazione stradale, in particolare nei confronti dei motociclisti.

## Onorificenze ricevute
Il Presidente della Repubblica Italiana Carlo Azeglio Ciampi il 2 giugno 2000 gli ha conferito la medaglia d'oro al valor civile.